# 張煊
張煊（？—1651年），山西介休人，明末清初政治人物。

## 生平
天啓四年（1624年）甲子科山西鄉試舉人，崇祯元年（1628年），登戊辰科进士。三年任山東章丘縣知縣。
清朝入关后，起用浙江道监察御史，后掌河南道監察御史，顺治八年（1651年）五月，彈劾陳名夏，反被誣告處死，后贈太常寺卿。